# Johann Conrad Lichtenberg

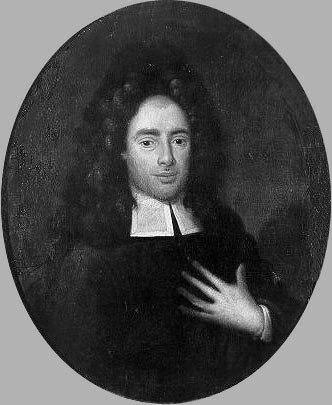
Johann Conrad Lichtenberg

Johann Conrad Lichtenberg (* 9. Dezember 1689 in Darmstadt; † 17. Juli  1751 ebenda) war ein deutscher evangelischer Theologe, Generalsuperintendent, Baumeister und Librettist.

## Leben

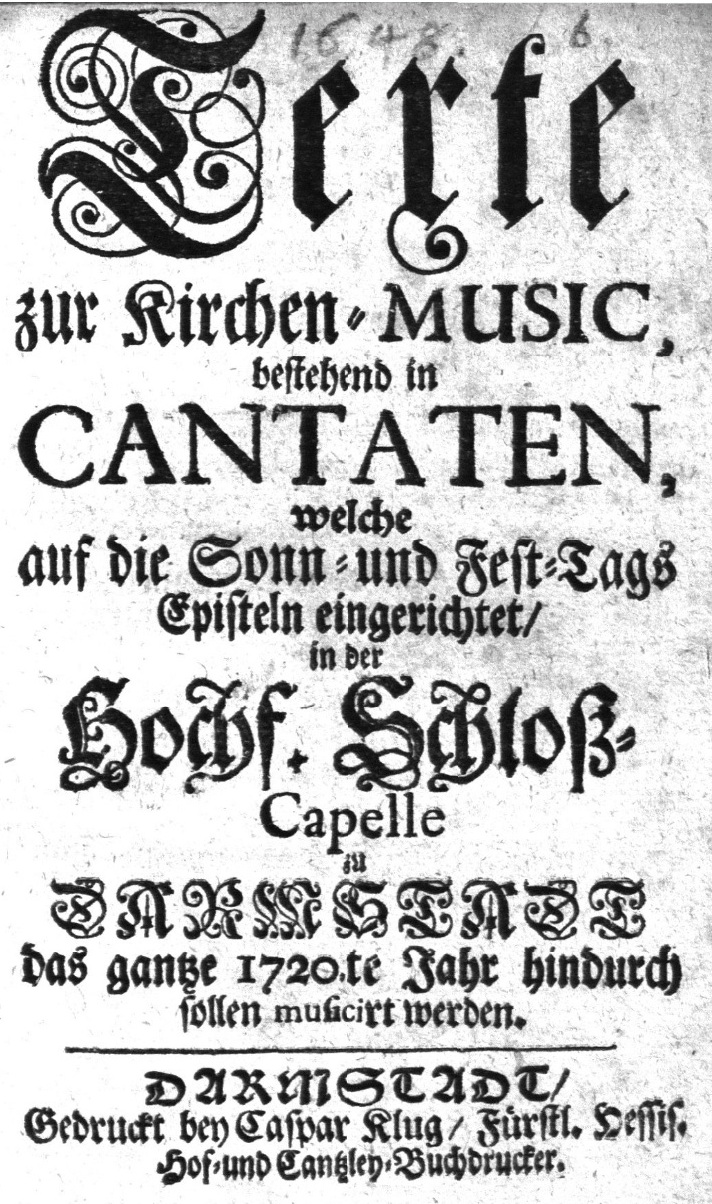
Titelseite von Lichtenbergs Kantatentext-Jahrgang 1720

Lichtenberg, dessen Vater Johann Philipp Lichtenberg (1660–1739) aus Kleinbockenheim und dessen Mutter eine geborene Rittberger war, besuchte das Darmstädter Pädagog und studierte ab dem 9. Mai 1707 Theologie an der Universität Gießen. Er interessierte sich außerdem für Vorlesungen in Mathematik, die auch Grundlagen der Mechanik, Zivil- und Militärbaukunst, der Astronomie und der Architektur beinhalteten. Später studierte er in Jena (1710), Leipzig (1711) und in Halle (Saale) (1712).
Von 1712 bis 1715 lebte er im väterlichen Haus in Jägersburg, unterrichtete seine jüngeren Geschwister und plante Feldgeistlicher zu werden. Ab 1715 war er als Vikar in Nauheim tätig. 1716 wurde er als Pfarradjunkt in Neunkirchen (Baden) ordiniert.
Im Jahr 1717 heiratete er Catharina Henriette Eckhardt (1696–1764), eine Pfarrerstochter aus Bischofsheim. Dadurch wurde der Darmstädter Hofkapellmeister Christoph Graupner sein Schwager, der 1711 die Schwester Sophie Elisabeth Eckhardt (1693–1742) geheiratet hatte. In diesem Jahr erschien von Lichtenberg eine Predigt Die schuldige Dankbarkeit vor das so herrliche als nützliche Reformationswerk des seeligen Dr. M. Luthers, an dem am 31. Oktober 1717 solenn gefeyerten Jubilaeo Reformationis.
Ab 1718 verfasste Lichtenberg sämtliche Texte zu Christoph Graupners Kirchenkantaten, die vorher verschiedene Autoren geliefert hatten. Er schrieb bis 1743 insgesamt etwa 1500 Texte jahrgangsweise im Voraus zu den allsonntäglichen Kirchenmusiken, die dann größtenteils sein Schwager Graupner vertonte.
Seit 1729 war Lichtenberg Pfarrer in Ober-Ramstadt, ab 1733 zugleich Metropolitan der Diözese Lichtenberg im Odenwald.
Im Jahr 1737 wurde sein Sohn Ludwig Christian Lichtenberg geboren, der später bedeutende Ämter am Hof Ernsts II. von Sachsen-Gotha-Altenburg innehatte. 1742 wurde als jüngstes der insgesamt neun Kinder Georg Christoph Lichtenberg geboren, der als Begründer des deutschsprachigen Aphorismus berühmt wurde.
Johann Konrad Lichtenberg hatte noch 3 Kinder, die ihre Kindheit überlebten:
- Klara Sophie Lichtenberg (1718–1780)
- Gottlieb Christoph Lichtenberg (1724–1756), vor 1752 Kanzleisekretär in Grünstadt, 1752 bis 1756 Amtmann von Seeheim, verheiratet mit Sophie Dorothea Wißmann (1722–1792), Witwe des vorherigen Seeheimers Amtmanns Georg Alexander Campen (1704–1752).[6]
  - Friedrich August Freiherr von Lichtenberg (1755–1819), Wirklicher Geheimer Rat und Staatsminister, erster Regierungschef des Großherzogtums Hessen, verheiratet mit war Johannette Rosine Küster (1757–1839). Deren Sohn war:
    - Ludwig von Lichtenberg (1784–1845), hessen-darmstädtischer Verwaltungsbeamter, zweimal verheiratet, hatte sechs Kinder aus der ersten Ehe.
- Christian Friedrich Lichtenberg (1734–1790)

Im März 1745 übersiedelte Lichtenberg mit seiner Familie in die Residenzstadt Darmstadt, da er als Nachfolger von Nikolaus Kuhlmann zum Stadtprediger in Darmstadt ernannt worden war. Ende März 1750 folgte Lichtenberg Friedrich Andreas Panzerbieter († 1749) als Superintendent für die gesamte Obergrafschaft Katzenelnbogen nach, damit unterstanden ihm 75 Pfarreien.
Lichtenberg betätigte sich nebenher auch noch als Architekt von mehr als einem Dutzend Kirchen und Profanbauten, unter anderem des Rathauses Ober-Ramstadt und des Waisenhauses in Darmstadt.
Lichtenbergs Witwe zog nach seinem Tod mit fünf Kindern zu ihrer Nichte Maria Elisabeth Wachter, geb. Graupner, in das Haus von Christoph Graupner.

## Architektonisches Werk
- Rathaus Ober-Ramstadt (1732)
- Pfarrhaus Wersau (1732–1734)
- Kirche Neunkirchen (1742–1743)
- Waisenhaus Darmstadt (1745–1750), 1944 zerstört, heute überbaut mit dem Ludwig-Georgs-Gymnasium
- Kirche Ginsheim (1746), starke Veränderungen an Turm und Inneneinrichtung nach der Zerstörung 1944
- Kirche Bischofsheim (1747), aus dem Satteldach des Arms im Westen erhebt sich ein quadratischer, mit einem spitzen Helm bedeckter Dachturm, der hinter den Klangarkaden den Glockenstuhl beherbergt.
- Kirche Gundernhausen (1747)
- Kirche Pfungstadt (1746 bis 1748)
- Laurentiuskirche (Trebur) (1748–1752)
- Lutherkirche (Griesheim) (1749)
- Kirche Stammheim (1750)
- Kirche Egelsbach (1751)
- Kirche Nauheim (eingeweiht 1753)

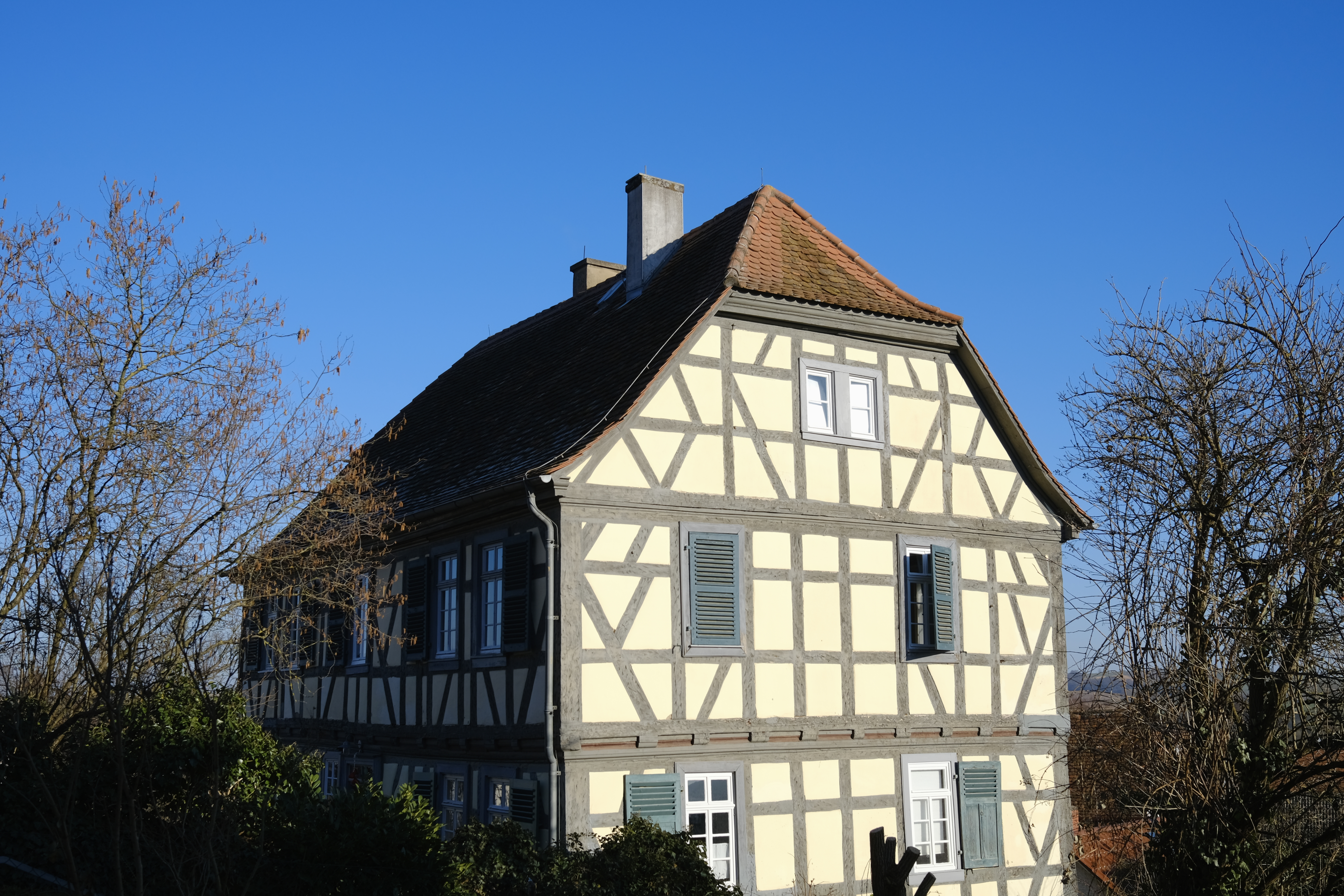
Südansicht des von ihm geplanten Pfarrhauses Wersau
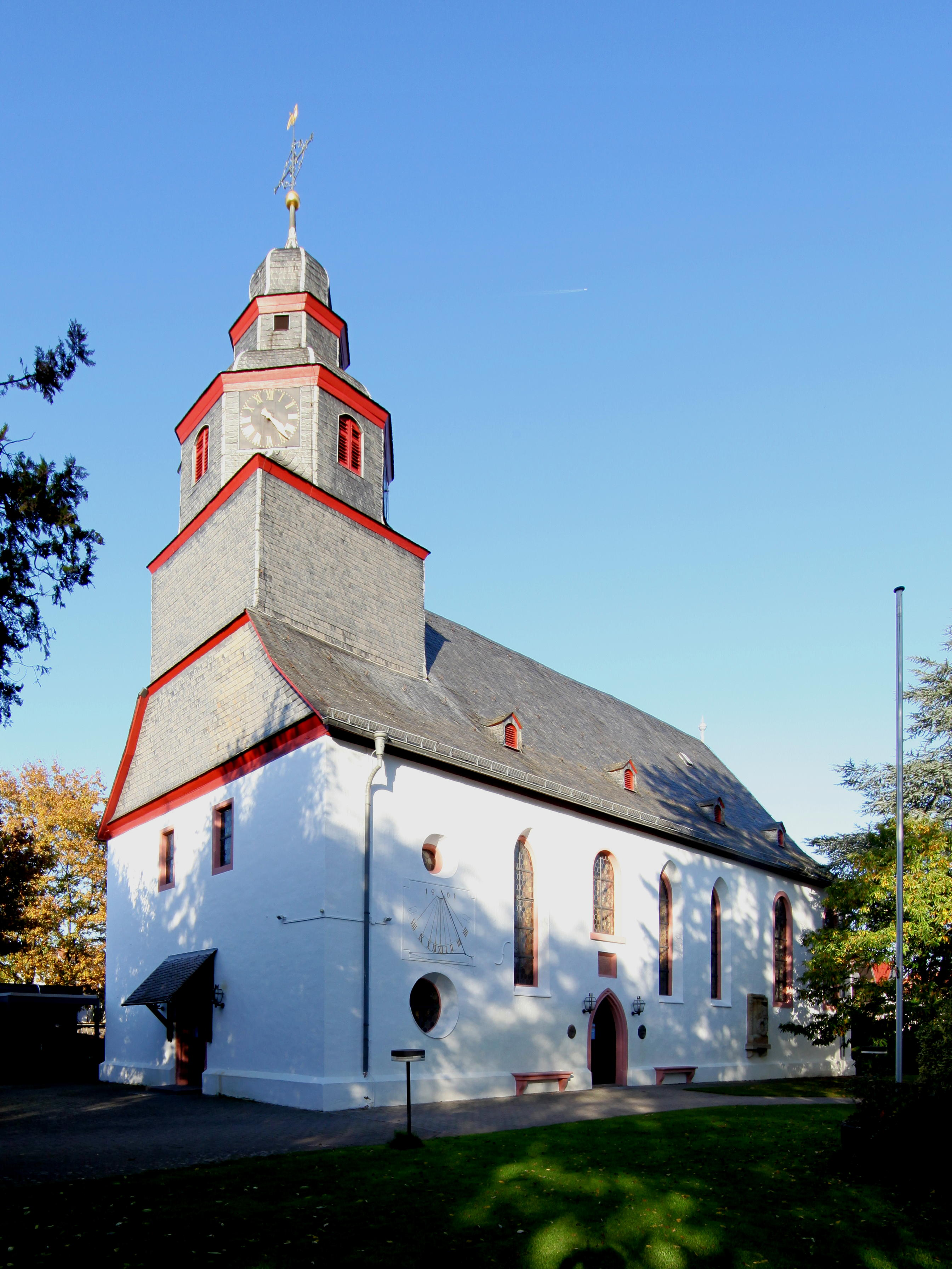
Das Chorschiff der Griesheimer Lutherkirche ist von Lichtenberg
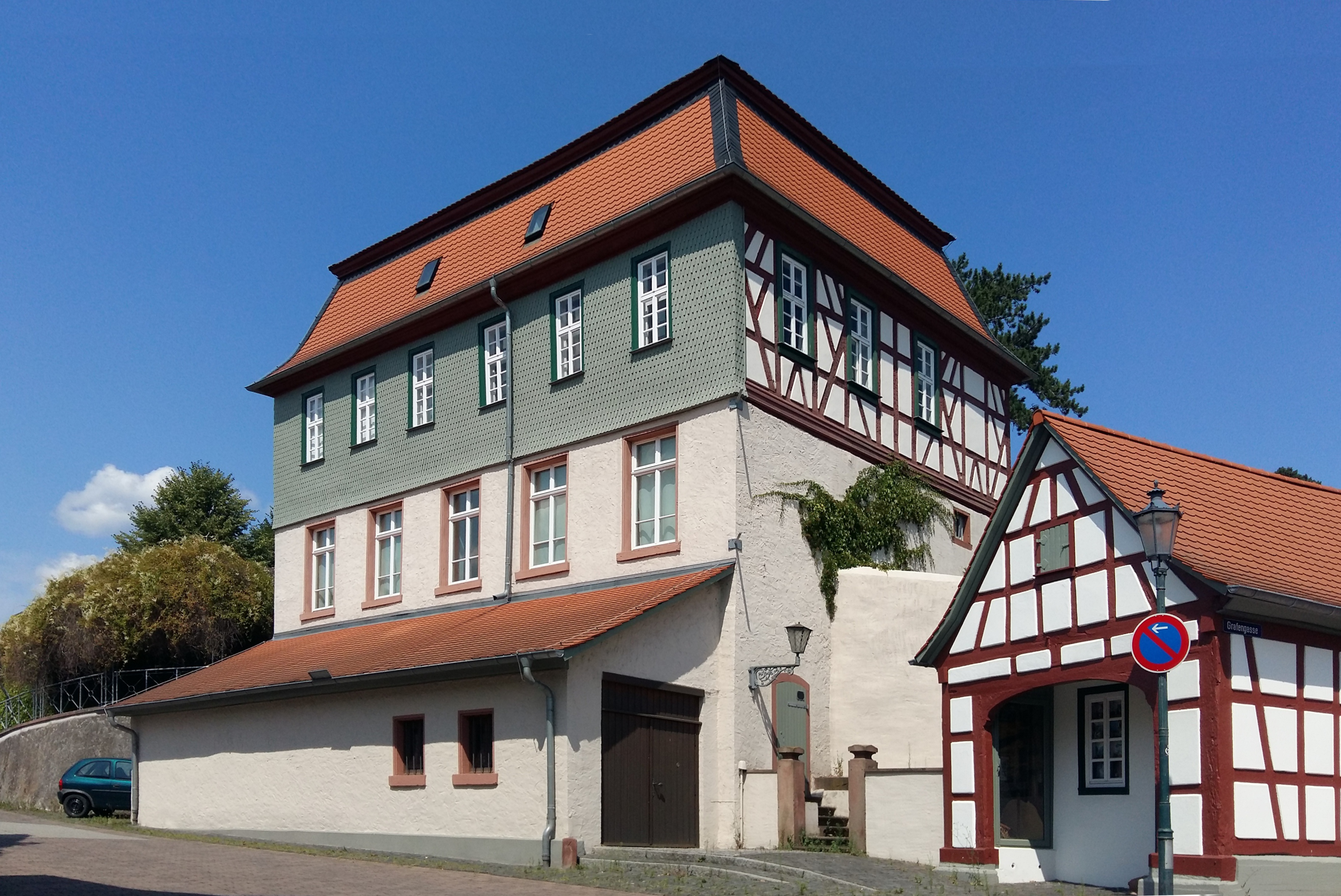
Altes Rathaus Ober-Ramstadt, 1732 von Lichtenberg erbaut
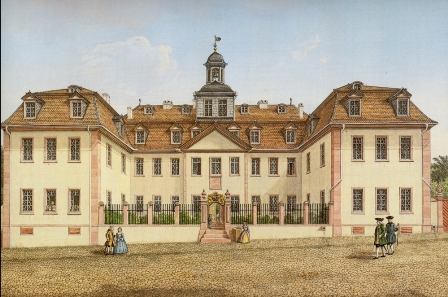
Waisenhaus in Darmstadt um 1800
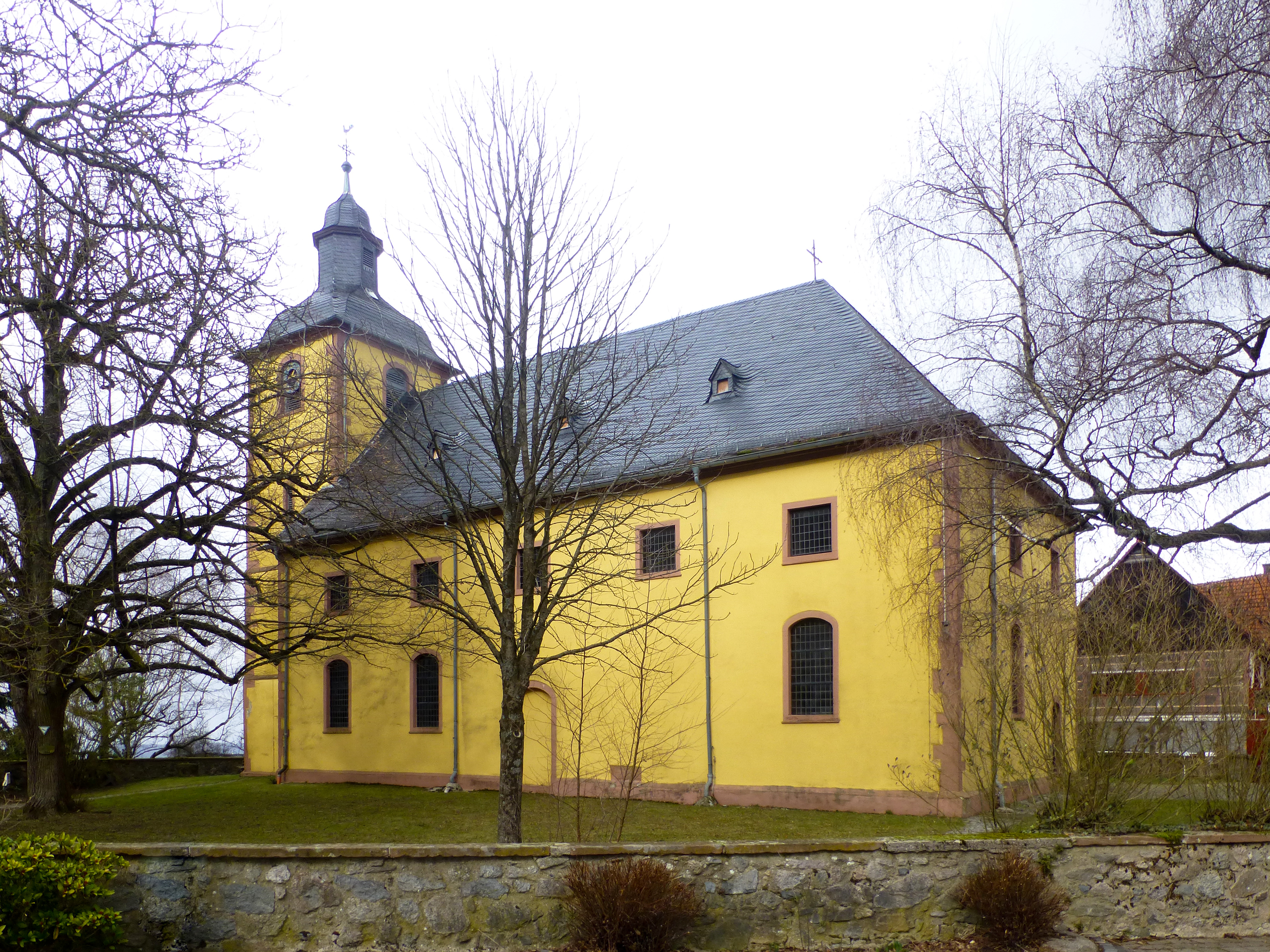
Die Kirche St. Cosmas und Damian in Neunkirchen wurde nach Lichtenbergs Entwürfen barock umgebaut
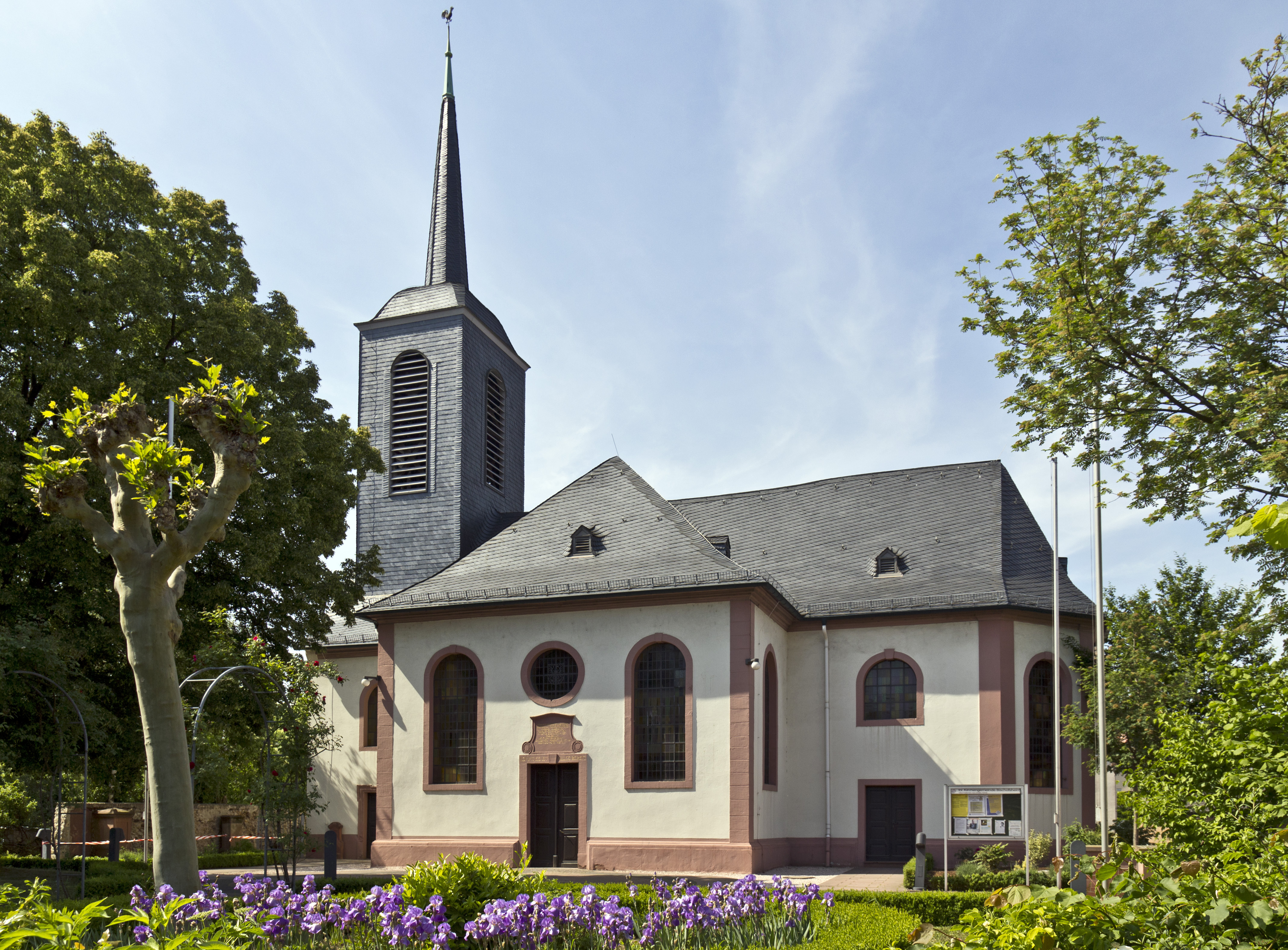
Die Kirche in Bischofsheim mit außermittiger Anordnung des Kirchturms